# Ештадіу Муніципаль де Шавеш
«Ештадіу Муніципаль де Шавеш» (порт. Estádio Municipal de Chaves) — багатофункціональний стадіон у Шавеші, Португалія, домашня арена ФК «Шавеш».

## Опис
Стадіон побудований та відкритий у 1939 році. 2016 року арену реконструйовано в рамках приведення її до вимог Португальської Прем'єр-ліги, до якої напередодні вийшов «Шавеш». Стадіон розширено з 8 000 до 12 000 місць, збільшено площі технічних споруд та встановлено обладнання для проведення телевізійних трансляцій.
Іншою назвою арени є «Муніципальний стадіон імені Мануеля Бланко Тейшейри».
Стадіон приймає домашні матчі збірної Португалії з футболу U-21.